# Roparun
Le Roparun ("Rotterdam Parijs Run") est une course de relais non-stop Rotterdam et Paris, organisée annuellement depuis 1992. Durant le week-end de Pentecôte, du samedi après-midi au lundi après-midi, les huit coureurs de chaque équipe doivent parcourir une distance d'environ 520 kilomètres, soit environ 65 km pour chaque coureur. 
Jusqu'en 2004, le départ de la course avait lieu à Rotterdam et l'arrivée à Paris. Depuis 2004, le trajet est effectué en sens inverse, de Paris à Rotterdam. En 2012, un second parcours est créé, partant de Hambourg simultanément avec les équipes de Paris, pour une course d'environ 560 kilomètres. Les équipes arrivent de Paris et Hambourg arrivent sur l'avenue Coolsingel de Rotterdam. 
Depuis sa création, l'objectif principal de cet événement sportif est de collecter de l'argent pour les projets qui doivent viser à améliorer la qualité de vie des personnes touchées par un cancer incurable. La devise du Roparun est d'"Ajouter de la vie aux jours, lorsque les jours ne peuvent plus être ajoutés à la vie". Durant ses premières 24 années (jusqu'en 2015), plus de 67 millions d'euros ont été collectés, permettant de financer nombre de projets de soins palliatifs.

## Histoire de la course

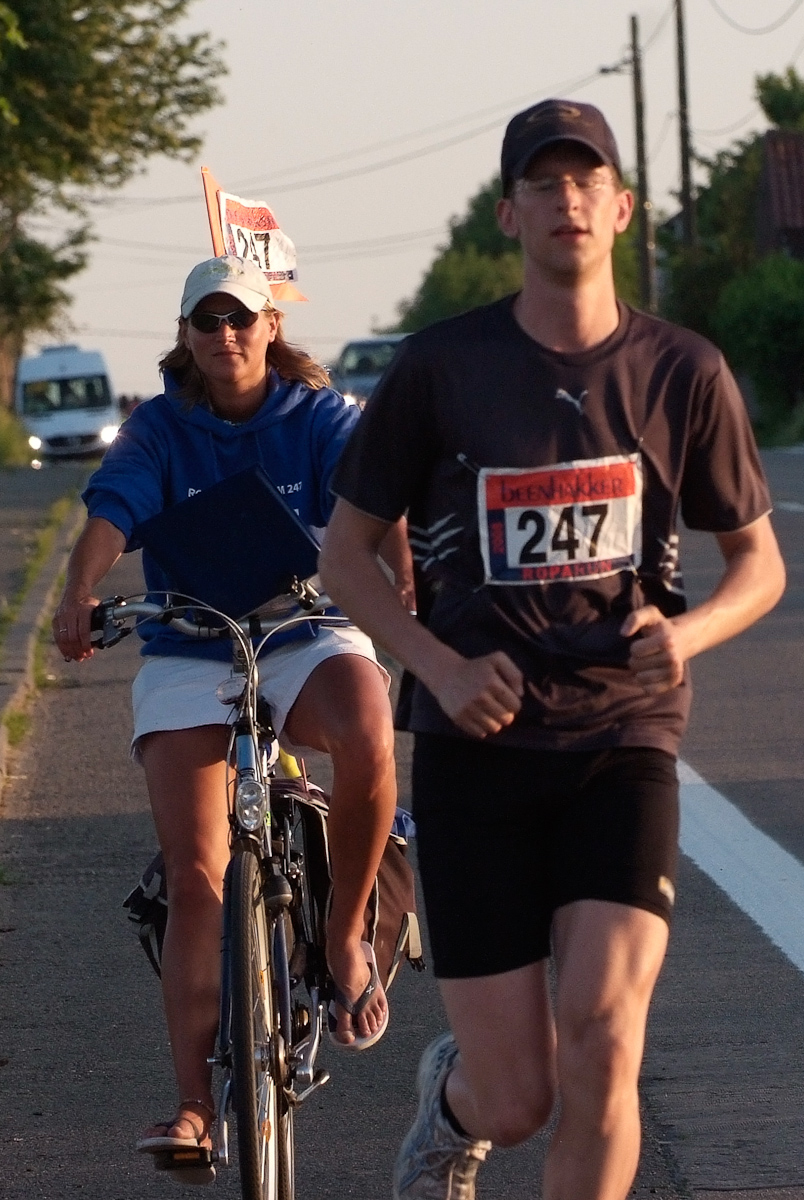
Chaque coureur est accompagné par un cycliste qui le guide et l'encourage.

La course a été imaginée par les Néerlandais Peter Van Der Noord et Sjaak Brill. En 1992, la première course a réuni 13 équipes de Rotterdam à Paris et 45 000 € ont été recueillis. Le nombre d'équipes a augmenté chaque année. En 2000, 150 équipes ont participé et 1,9 million € ont été collectés. En 2004, lorsque la course a été menée pour la première fois dans le sens inverse, de Paris à Rotterdam, 188 équipes ont participé et 2,6 millions € ont été collectés,.
En 2009, 273 équipes ont permis la collecte d'environ 4,7 millions €. Cette année là, la décision a été prise de plafonner le nombre maximal d'équipes à 275 équipes.
En 2010, sur les 275 équipes participantes, 271 ont terminé la course et sont arrivées à Coolsingel. Une équipe a été disqualifiée et trois ont abandonné la course en raison de la forte chaleur. Plus de 4,6 millions € ont été recueillis. En 2011, 274 équipes ont participé et rapporté 4,9 millions €,.
En 2012, une seconde course parallèle a été organisée, au départ de Hambourg, car de nombreuses équipes étaient sur les listes d'attente et ne pouvaient pas participer. Cette première édition Hambourg-Rotterdam a réuni 50 équipes participantes, et ce nombre a augmenté les années suivantes. La distance à parcourir entre Hambourg et Rotterdam est d'environ 560 km,.

## Organisation de la course

### Parcours
Le parcours de la course Paris-Rotterdam est d'environ 520 kilomètres, et celle entre Hambourg et Rotterdam est d'environ 560 kilomètres. Il s'agit d'une course de relai. Chaque équipe se compose de 8 coureurs de fond. Chaque coureur parcourt donc un total de 65 km, soit l'équivalent en distance d'environ un marathon et demi.Le coureur est accompagné par une équipe qui transporte les coureurs aux points où ils doivent assurer le relai, ainsi que des bénévoles assurant les soins, massages, préparation de repas. Des cyclistes de l'équipe accompagnent les coureurs durant leur course. 
La première étape française est à Saint Sauveur, dans l'Oise.
La course se termine sur l'avenue Coolsingel de Rotterdam, sur la place de l'hôtel de ville. 

### Date
La course est généralement organisée durant le week-end de la Pentecôte. Elle commence le samedi après-midi et se termine le lundi après-midi.

### Équipes
La course a été créée aux Pays-bas et bien que le parcours s'étende sur la France et la Belgique, avant d'arriver au sud des Pays-Bas, la plupart des équipes sont composées de coureurs néerlandais. En 2015, seules quatre équipes étaient françaises.

## Ville Roparun de l'année

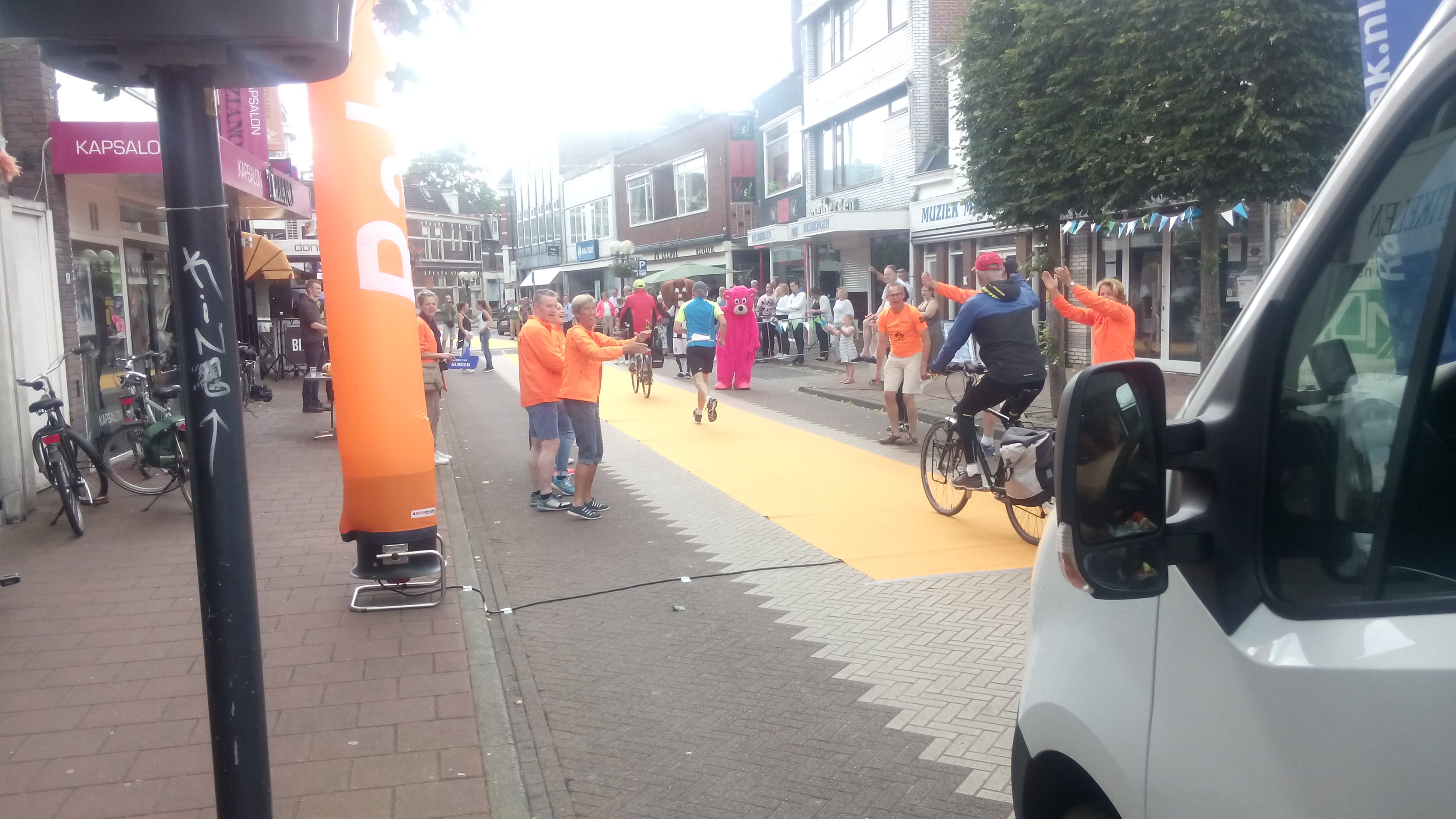
Décorations oranges mises en place à Almelo pour accueillir le Roparun 2017.

Depuis 2000, des prix récompensent les « villes Roparun » de l'année. Le prix désigne le lieu qui aura rendu le parcours le plus attrayant pour les coureurs, créant ainsi des conditions de course plus agréables. Le premier prix est de 50 000 euros, le second est de 25 000 euros et le troisième de 12 500 euros. Cet argent doit être dépensé dans le cadre des objectifs du Roparun, c'est-à-dire les soins palliatifs du cancer.  
Les gagnants du premier prix par année : 
- 2016 - Zele et Zutphen
- 2015 – Zele et Zutphen
- 2014 – Zele et Almelo
- 2013 – Zele et Almelo
- 2012 – Zele (Paris-Rotterdam) et Almelo (Hambourg-Rotterdam)
- 2011 – Ossendrecht
- 2010 – Zele
- 2009 – Zele
- 2008 – Zele
- 2007 – Ossendrecht
- 2006 – Ossendrecht
- 2005 – Ossendrecht
- 2004 – Ossendrecht
- 2003 – Ossendrecht
- 2002 – Ossendrecht
- 2001 – Bergen op Zoom
- 2000 – Ossendrecht

En France, la ville de Bertry a obtenu le label « Ville du Roparun » en 2017.  

## Projets financés par la fondation Roparun
La fondation du Roparun finance des projets attribués aux soins palliatifs pour les personnes (enfants et adultes) touchés par le cancer . La fondation Roparun soutient de nombreuses causes à longueur d'année, projets, institutions ou œuvres caritatives, dont la liste est publiée régulièrement sur son site officiel. 
Elle soutient financièrement des centres d'accueil dédiés aux patients et à leurs proches, comme des « maisons ouvertes » (inloophuis, en néerlandais), qui ne sont pas des établissements de soin mais des endroits ouverts en journée et animés par des bénévoles qui proposent des rencontres entre patients, autour d'une collation ou pour des activités physiques, activités manuelles ou activités créatives,. La fondation a soutenu la construction d'appartements permettant aux parents de séjourner à côté de l'hôpital où leur enfant est traité. Elle finance aussi des bungalows dans des parcs de vacances, pour que des patients et leur famille puissent passer une semaine de vacances,. 
Des projets financés sont principalement situés aux Pays-Bas, mais des projets ont été également financés en Belgique, en France et en Allemagne.